# Samsung Galaxy S4
Il Samsung Galaxy S4, identificato in Italia con il codice GT-I9505, è uno smartphone prodotto da Samsung Electronics a partire dalla primavera del 2013. Viene annunciato e presentato ufficialmente in occasione dell'evento Samsung Entertainment del 14 marzo a New York. È il dispositivo top di gamma della serie Galaxy S del 2013, predecessore del Galaxy S5 e successore del Galaxy S III. È disponibile al lancio in due colori, bianco e nero. Nel corso del mese di giugno del 2013 Samsung ufficializza cinque ulteriori colorazioni (Blue Arctic, Purple Mirage, Red Aurora, Brown Autumn e Pink Twilight) disponibili progressivamente tra la fine del 2013 e il primo trimestre 2014.

## Novità introdotte
Con Galaxy S4 sono state introdotte alcune nuove funzionalità a livello di software:
- Smart scroll: consente di effettuare uno scorrimento verso sopra o sotto all'interno delle pagine web quando si inclina il telefono o tramite il movimento della testa.
- Smart pause: mette in pausa la riproduzione dei video quando si distoglie lo sguardo dal telefono e riprende la riproduzione quando lo si osserva nuovamente.
- Air view/Air gesture: è possibile comandare il telefono senza toccare lo schermo, semplicemente effettuando dei gesti con la mano o direttamente con la testa.
- S Voice drive: in modalità di guida è possibile attivare le funzioni principali dettando a voce i comandi.
- S Health: consente di tenere sotto controllo il proprio peso, le calorie assimilate con i cibi e l'attività fisica. Dei sensori rilevano la temperatura e l'umidità nell'aria per stimare il livello di comfort ambientale. Successivamente verranno rese disponibili una serie di periferiche esterne, che consentono di migliorare la stabilità fisica e la corretta nutrizione tramite la dose quotidiana di calorie prefissate. I dispositivi di cui è prevista la commercializzazione sono Body Scale, una bilancia; S-Band, un contapassi da polso; Heart Rate Monitor, un cardiofrequenzimetro a cintura.
- S Diary: consente di usare il telefono come diario sostituendo quello cartaceo (funzionalità diretta agli studenti).
- Samsung WatchON: consente di utilizzare il telefono come telecomando della televisione, grazie all'introduzione di un led a infrarossi nell'hardware del telefono.

## Caratteristiche tecniche[3]

### Display
- Tipo: Super AMOLED FHD con matrice PenTile protetto da vetro antigraffio Corning Gorilla Glass 3, multi-touch capacitivo con tecnologia super sensitive per poterlo utilizzare anche con i guanti.
- Dimensioni: 5"
- Risoluzione: FHD 1920 × 1080 pixel (441 ppi).

### Fotocamera
- Fotocamera posteriore: 13 Megapixel con flash LED, risoluzione massima 4128 × 3096 pixel.
- Fotocamera frontale: 2.1 Megapixel.

### Hardware
- Negli Stati Uniti e in Europa il processore utilizzato è uno Snapdragon 600 APQ8064T con CPU Krait quad-core da 1.9 GHz, per il modello GT-I9505.
- Nel resto dei mercati si tratta di un Exynos 5 Octa con 8 core.
- Samsung ha prodotto una nuova versione con il processore Snapdragon 800, utilizzato sul modello GT-I9506.

- GPU: PowerVR SGX544 MP3 con frequenza di clock di 533 MHz per il modello con Exynos 5 Octa, Adreno 320 per il modello con Snapdragon 600.
- Memoria RAM: 2 GB
- Memoria interna: 16 GB/ 32 GB/ 64 GB (espandibile con MicroSDHC fino a 64 GB)
- Connettività: LTE fino a 100 Mbit/s (solo per le versioni GT-I9505 e SHV-E300K/S/L), UMTS fino a 42 Mbit/s, Wi-Fi a/b/g/n/ac, GPS e A-GPS, GLONASS, Bluetooth 4.0, NFC.

### Sistema operativo
Il Galaxy S4 è dotato di serie di Android 4.2.2 Jelly Bean, aggiornato poi alla versione 4.3. 
Nel marzo del 2014 il Galaxy S4 è stato aggiornato ad Android 4.4.2 KitKat. 
A partire da maggio 2015, il dispositivo viene aggiornato in Italia ad Android 5.0.1 Lollipop, che rinnova l'interfaccia grafica TouchWiz conferendole una maggiore coerenza con il Material Design di Google.
Le ultime patch di sicurezza disponibili per lo smartphone variano sensibilmente a seconda del mercato di riferimento e delle personalizzazioni applicate al sistema operativo dagli operatori telefonici. In alcune nazioni, le patch più recenti risalgono alla seconda metà del 2017, ma per la versione italiana e non brandizzata dello smartphone le ultime disponibili sono risalenti a novembre 2016.

### Dimensioni e massa
- Altezza: 136,6 mm
- Larghezza: 69,8 mm
- Spessore: 7,9 mm
- Peso: 130 grammi

## Versioni
Il Samsung Galaxy S4 è stato reso disponibile nei mercati internazionali in numerose versioni, che differiscono perlopiù per il SoC che adoperano, tra cui:
- GT-I9500: octa-core (Exynos 5 Octa[6]), (Asia, Africa, Sud America);
- GT-I9502: quad-core (Exynos 5 Octa[7]), Dual-Sim (Duos), (Cina);
- GT-I9505: quad-core (Snapdragon 600 APQ8064T[8]), (Europa, USA, Versione internazionale);
- GT-I9505G: quad-core (Snapdragon 600 APQ8064T[9]), (USA, Google Play Edition);
- GT-I9506: quad-core (Snapdragon 800 MSM8974[10]), con LTE (Europa);
- GT-I9508: quad-core (Snapdragon 600 APQ8064T[11]), reti TD-SCDMA (Duos), (Cina);
- GT-I9515: quad-core (Snapdragon 600[12]), con Android 4.4.2 KitKat preinstallato (è stato dichiarato un hardware identico al modello GT-I9505), denominato S4 Value Edition (Europa);
- SHV-E300S: octa-core (Exynos 5 Octa LTE[13]), (Corea);
- SHV-E330S: quad-core (Snapdragon 800 MSM8974 LTE[14]), (Corea).

Per il mercato americano è disponibile una versione che differisce per il software, il Galaxy S4 Google Play Edition (GT-I9505G), che usa una versione stock del sistema operativo Android. Gli aggiornamenti anche in questo caso vengono distribuiti da Samsung. 
Il 31 gennaio 2014 l'azienda decide di lanciare Samsung Galaxy S4 Black Edition, interamente nero e dotato di una cover in simil pelle (simile a quella di Galaxy Note 3, prodotto dalla stessa casa).

## Varianti

### Galaxy S4 Mini
Il 30 maggio 2013 Samsung annuncia il Galaxy S4 Mini, dispositivo che riprende le linee del Galaxy S4, ma è di dimensioni più ridotte. È dotato di uno schermo più piccolo e con caratteristiche hardware e software inferiori rispetto al modello principale.
Possiede uno schermo protetto da vetro Corning Gorilla Glass 2 da 4.27" Super Amoled qHD (960 × 540 pixel), 1.5 GB di memoria RAM, processore da 1.7 GHz dual-core, memoria interna da 8 GB espandibile fino a 64 GB (con microSD), fotocamera posteriore da 8 MP con autofocus continuo e fotocamera anteriore da 1.9 MP.

### Galaxy S4 Active

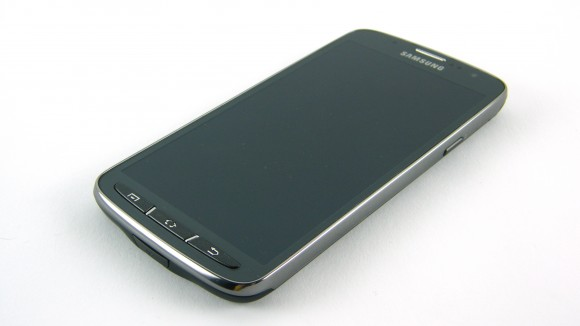
Samsung Galaxy S4 Active

Il 5 giugno 2013 Samsung annuncia il Galaxy S4 Active, una versione "rugged" e impermeabile del Galaxy S4 (con certificazione IP67, che rende possibile immergere il dispositivo in acqua dolce fino ad un metro di profondità per un massimo di 30 minuti), dotata di policarbonato zigrinato sul retro e angoli irrobustiti. La fotocamera posteriore è da 8 MP con autofocus.

### Galaxy S4 Zoom
Il 12 giugno 2013 Samsung annuncia il Galaxy S4 Zoom, un ibrido tra smartphone e fotocamera dalle dimensioni molto compatte, con una sensore posteriore da 16 MP e zoom ottico fino a 10x.

## S View Cover
Galaxy S4 è il primo smartphone a supportare S View Cover. Si tratta di una tipica flip cover dotata di una finestra sulla parte frontale superiore del telefono. Dalla finestra, a cover chiusa, è possibile interagire con diverse funzionalità: permette di rispondere a chiamate, visualizzare messaggi, interrompere sveglie e controllare il player musicale. In standby mostra la barra di stato con ora e data. 
Questo accessorio viene riproposto anche su Galaxy Note 3 ma in versione ingrandita e più completa.